# Lorenzo Gambara
Lorenzo Gambara (Brescia, 1495 – 1585) è stato un umanista italiano.
Fu autore della Colombiade, un poema sulla vita e le avventure di Cristoforo Colombo, di sicuro la sua opera più significativa.
Per dare sfoggio della sua conoscenza della metrica latina tradusse in esametri gli Amori pastorali di Dafni di Longo Sofista, ma commise gravi errori.